# Marcelo Jeneci
Marcelo Jeneci (San Paolo, 7 aprile 1982) è un cantante, compositore e polistrumentista brasiliano.

## Biografia
Marcelo Jeneci è figlio di un commerciante di strumenti musicali e materiale di musica elettronica, che gli ha anche trasmesso la passione per le canzoni di Roberto Carlos Braga e le sigle delle telenovelas brasiliane. Suona pianoforte, chitarra e fisarmonica, e come virtuoso di quest'ultimo strumento ha iniziato la propria carriera, nella formazione di Chico César.
Jeneci ha per alcuni anni composto pezzi per vari artisti musicali, come Zelia Duncan, Arnaldo Antunes, Vanessa da Mata, Paulo Neves. Decisivi per lo sviluppo della sua parabola artistica sono stati infine gli incontri con Luiz Tatit e José Miguel Wisnik.
Nel 2010 Marcelo Jeneci ha finalmente pubblicato il suo primo album, edito da Som Livre: Feito pra Acabar, uno dei migliori dischi dell'anno secondo il magazine musicale Rolling Stone. In tutte le tracce Jeneci è affiancato da una voce femminile, quella della giovane cantante Laura Lavieri, 23enne all'epoca, figlia del musicista Rodrigo Rodrigues.
Nel 2014 è uscito il secondo cd di Jeneci, De Graça, che è stato candidato al Latin Grammy Awards nella categoria "Miglior album di musica popolare brasiliana".

## Discografia
- Feito pra Acabar (2010)
- De Graça (2013)
- Guaia (2019)
- Caravana Sairé (2023)
- Night Club Forró Latino (2024)